# فؤاد مطر
فؤاد مطر (مواليد 28 أبريل 1937) هو كاتب وصحفي لبناني. متخصص في الشؤون العربية، خاصة الشؤون المصرية والسودانية والليبية والعراقية والسعودية.

## مسيرته
وُلد فؤاد مطر في 28 أبريل 1937 في العين ببعلبك. بدأ العمل الصحافي عام 1962 متابعاً في الوقت نفسه دراسته التي توجَّها بدبلوم في الصحافة، أمضى تسع عشرة سنة في صحيفة النهار كبرى الصحف اللبنانية متدرجاً فيها من محرر إلى رئيس قسم إلى مراسل فإلى كبير مراسلي الصحيفة في المنطقة العربية، ثم مشاركاً في تأسيس وترؤس تحرير الطبعة الدولية من صحفية النهار في باريس الحاملة اسم «النهار العربي والدولي» عام 1977 - 1978، وبعد ذلك أصبح أحد كُتَّاب مجلة «المستقبل» في باريس. انتقل عام 1979 إلى لندن حيث أسَّس شركة للنشر تحمل تسمية «هاي لايت» صدرت عنها مجلة أسبوعية سياسية اسمها «التضامن». وبالتعاون مع صحيفة فاينانشال تايمز أدخل إلى المجلة ملحقاً اقتصادياً أسبوعياً بتسمية «التضامن بزنيس» وكان رائداً في هذا المجال. وبالإضافة إلى مجلة «التضامن» التي شعارها «مجلة العرب من المحيط إلى الخليج» أصدر مجلة «الرشاقة» أول مجلة متخصصة في قضايا الصحة والغذاء والجمال، وذلك بالتعاون مع المجلة البريطانية الرائدة في هذا المجال «سليمنغ ماغازين». وإلى هاتيْن المجلتيْن أصدر مجلة «عالم المعارض» (Expoworld) التي تغطي نشاطات ظاهرة المعارض التي انتشرت في مدن خليجية كثيرة وبالذات في دبي. كما بدأ عملية نشْر مشترَك للكتب مع جامعة كمبريدج.
منذ سنة 1991، شارك فؤاد مطر في صفحة «الرأي» في صحيفة الشرق الأوسط واحداً من كُتابها، وكذلك في صحيفة اللواء اللبنانية إلى جانب تأليف الكتب والدراسات. 

## أعماله
- 1964: رؤساء لبنان من شارل حلو إلى شارل دباس
- 1976: الثورة الثانية في ليبيا
- 1989: صدَّام حسين - السيرة الذاتية والحزبية وأسلوب الحُكْم وإدارة الصراع
- 1972: روسيا الناصرية ومصر المصرية
- 1972: أين أصبح عبد الناصر في جمهورية السادات
- 1975: بصراحة عن عبد الناصر: حوار مع محمد حسنين هيكل
- 1984: حكيم الثورة، سيرة جورج حبش ونضاله
- 1994: موسوعة حرب الخليج، اليوميات، وثائق الأزمة والحرب، الحقائق
- 1989: زلازل مصر السياسية - الزلزال الأول: مرحلة رحيل عبد الناصر وترئيس السادات
- 2001: سنوات نميري بحُلوها.. ومُرِها
- 2006: للقائد التاريخي قلم ينصفه- التويجري عن الملك عبد العزيز وهيكل عن جمال عبد الناصر
- 2005: موطئ قلم في الشرق الأوسط (مقالات فؤاد مطر من 1994 إلى 2019) أربعة أجزاء:

1. الجزء الأول بعنوان:«سنوات التنافر والتباغض من المحيط إلى الخليج»
2. الجزء الثاني بعنوان:«سنوات التَنَبُّه والندم بعد فوات الأوان»
3. الجزء الثالث بعنوان:«سنوات غزو الصديق للأمة إستكمالاً لغزوة الشقيق للشقيق»
4. الجزء الرابع بعنوان:«سنوات التسامح والصبر العربي الجميل بعد التباغض وثقافة القال والقيل».

- 2009: ألف فتوى وفتوى! مسلمون في مهب فوضى الفتاوى
- 2013: سوريا المغلوب على أمرها. قراءة في أحلام الأب «حافظ السوري- اللبناني- العراقي- الاميركوسوفياتي» وكوابيس الابن
- 2013: بشَّار اللبناني - الروسي – الصيني – الفلسطينوإيراني»
- 2011: خادم الحرميْن.. حارس الأمتيْن - أمر الله.. يا عبد الله - عزم وتوكَّل.. حاول ويُعذَر (الكتاب الأول من ثلاثية «النهج السعودي»)
- 2011: في ترويض الأزمات والصراعات
- 2015: قاطرة سلمان- الحزْم والحسم والعزْم على طريق الإستقرار العربي والتأسيس الثاني (الكتاب الثالث من ثلاثية «النهج السعودي في ترويض الأزمات والصراعات»)
- 2017: هكذا حالي وأحوال العراق – ساعات طويلة من الحوارات الصريحة مع صدَّام حسين
- 2017: الكردي المخذول – رواية الدولة السراب في الوطن المستحيل
- 2019: عسكر سوريا وأحزابها - غواية الإنقلابات والتقلبات والولاءات الحنظلية ودراميديا الثعلبة وجنون العظمة لجنرالات البلاغ رقم1.
- 2025: لعبة الغالب والمغلوب بين العرب... وإيران... والغرب (17 مجلداً). وثّق فيها مقالاته وحواراته على مدى 55 عاماً (1968- 2023).[5]